# I-10 (подводная лодка)
I-10 (яп. 伊10), полное название Подводная лодка №10 (яп. 伊号第十潜水艦 и-го: дай дзю сэнсуйкан) — подводная лодка Императорского флота Японии, созданная по проекту подлодок типа I-9 (A-1 «Ко-гата»).

## Конструкция
Подлодки типа A1 представляли собой вариант подлодок типа J3 с большим, чем у предыдущего типа, запасом хода и улучшенной катапультой для запуска гидросамолётов, что позволяло назначать подобные подлодки флагманскими судами подводных эскадр. Их водоизмещение составляло 2966 т в надводном положении и 4195 т под водой. Главные размерения: длина — 113,7 м, ширина — 9,5 м, осадка — 5,3 м. Глубина погружения составляла 100 м.
Главная энергетическая установка представляла собой два дизельных двигателя мощностью 6200 л. с. каждый, приводившие в действие два гребных винта. Когда подлодка находилась под водой, винты приходили в движение благодаря работе электромотора мощностью 1200 л. с. Надводная скорость составляла от 19 до 23 узлов, подводная — около 8 узлов. Дальность плавания составляла 16 тысяч морских миль при скорости 16 узлов в надводном положении и 90 морских миль при скорости в 3 узла в подводном положении.
Вооружение составляли шесть торпедных аппаратов калибром 533 мм и 18 торпед Тип 95, одно 140-мм корабельное орудие Тип 11 и два сдвоенных 25-мм зенитных орудия Тип 96. В отличие от типа J3, ангар для гидросамолёта был строен в боевую рубку и направлен вперёд, а позиции корабельного орудия и катапульты поменяли местами так, чтобы самолёт мог взлетать быстрее с помощью движения самой подлодки вперёд и катапульты для взлёта.

## Служба
Подлодка заложена на стапелях верфи Kawasaki, спущена на воду 20 сентября 1939 года, принята на вооружение 31 октября 1941 года. 30 ноября 1941 года патрулировала Южно-Китайское море, оказывая поддержку перед готовившимся налётом на Перл-Харбор, и запустила самолёт Yokosuka E14Y в сторону залива Сува (Фиджи). От самолёта поступило сообщение, что в гавани не было обнаружено сил потенциального противника, однако вернуться на подлодку самолёт не смог. Поиски, длившиеся в течение трёх суток, ничего не дали — самолёт и экипаж пропали без вести.
В 1942 году I-10 проводила разведывательные операции в Индийском и Тихом океанах, используя свой гидросамолёт для разведки в гаванях южноафриканских городов Дурбан и Порт-Элизабет, а также на Мадагаскаре. В конце мая того года группа из трёх подлодок — I-10, I-20 и I-16 — предприняла попытку атаки союзных кораблей. Самолёт, взлетевший с I-10, обнаружил британский линкор «Рэмиллис» на стоянке в гавани Диего-Суарес, и с подлодок I-20 и I-16 были отправлены мини-субмарины, одна из которых пробралась в гавань и выпустила две торпеды (несмотря на обстрел глубинными бомбами). Одна из торпед нанесла серьёзный ущерб линкору, угодив в область под башней A, другая же привела к затоплению нефтяного танкера «Бритиш Лоялти» (англ. British Loyalty), позже всё-таки поднятого со дна. Пострадавший «Рэмиллис» восстанавливался на верфях ЮАС и Великобритании, а экипаж мини-подлодки M-20b бросил своё судно у острова Носи Антали Кели и двинулся вглубь острова к точке встречи у мыса Эмбер, однако через трое суток подводники погибли в бою с британскими морскими пехотинцами (у британцев был один убитый). Вторая субмарина пропала без вести, тело члена экипажа на следующий день нашли на берегу.
12 июня 1944 года I-10 выпустила самолёт Yokosuka E14Y для разведки над городом Маджуро. Пилот не обнаружил ничего важного из целей, поскольку американские экспедиционные войска ушли шесть дней тому назад, однако самолёт разбился при посадке. 4 июля 1944 года подлодка I-10, действуя к востоку от Сайпана у Марианских островов, вступила в бой с эсминцами ВМС США «Дэвид У. Тейлор» и «Риддл» и была уничтожена.

## Командиры
Начальник штаба
- Капитан 2-го ранга Ясуси Сугавара (31 июля — 31 октября 1941)

Капитан подлодки
- Капитан 2-го ранга Ясуси Сугавара (яп. 栢原保親, 31 октября 1941 — 15 сентября 1942)
- Капитан 2-го ранга Такаси Ямада (яп. 山田隆, 15 сентября 1942 — 15 апреля 1943)
- Капитан 2-го ранга Сандзо Тоноцука (яп. 殿塚謹三, 15 апреля 1943 — 18 января 1944)
- Капитан 2-го ранга Киёдзи Накадзима (яп. 中島清次, 18 января — 2 июля 1944), признан погибшим; посмертно произведён в капитаны 1-го ранга.